# バンルン
座標: 北緯13度44分48秒 東経107度00分16秒 / 北緯13.746804度 東経107.004519度
バンルン( Banlung )は、カンボジア北東部の都市で、ラタナキリ州の州都。2002年の人口は約17,000人。正式名称はLabansiekである。この地域の商業の中心である、周辺の村には少数民族が住んでいて、彼らはしばしば街の市場で商品を売っている。